# Шипен, Йохан ван
Йохан ван Шипен (нидерл. Johann van Scheepen; род. 1964) — нидерландский ботаник.

## Карьера
Получил образование в Лейденском университете. Работал научным сотрудником в Редингском университете (1982—1985) и Министерстве сельского хозяйства, природы и качества продовольствия (1985—1988). С 1989 года является систематиком и регистратором в ICRA (Международный орган регистрации сортов) при KAVB (Королевская генеральная ассоциация производителей луковичных растений) в Нидерландах.

## Растения, описанные Шипеном

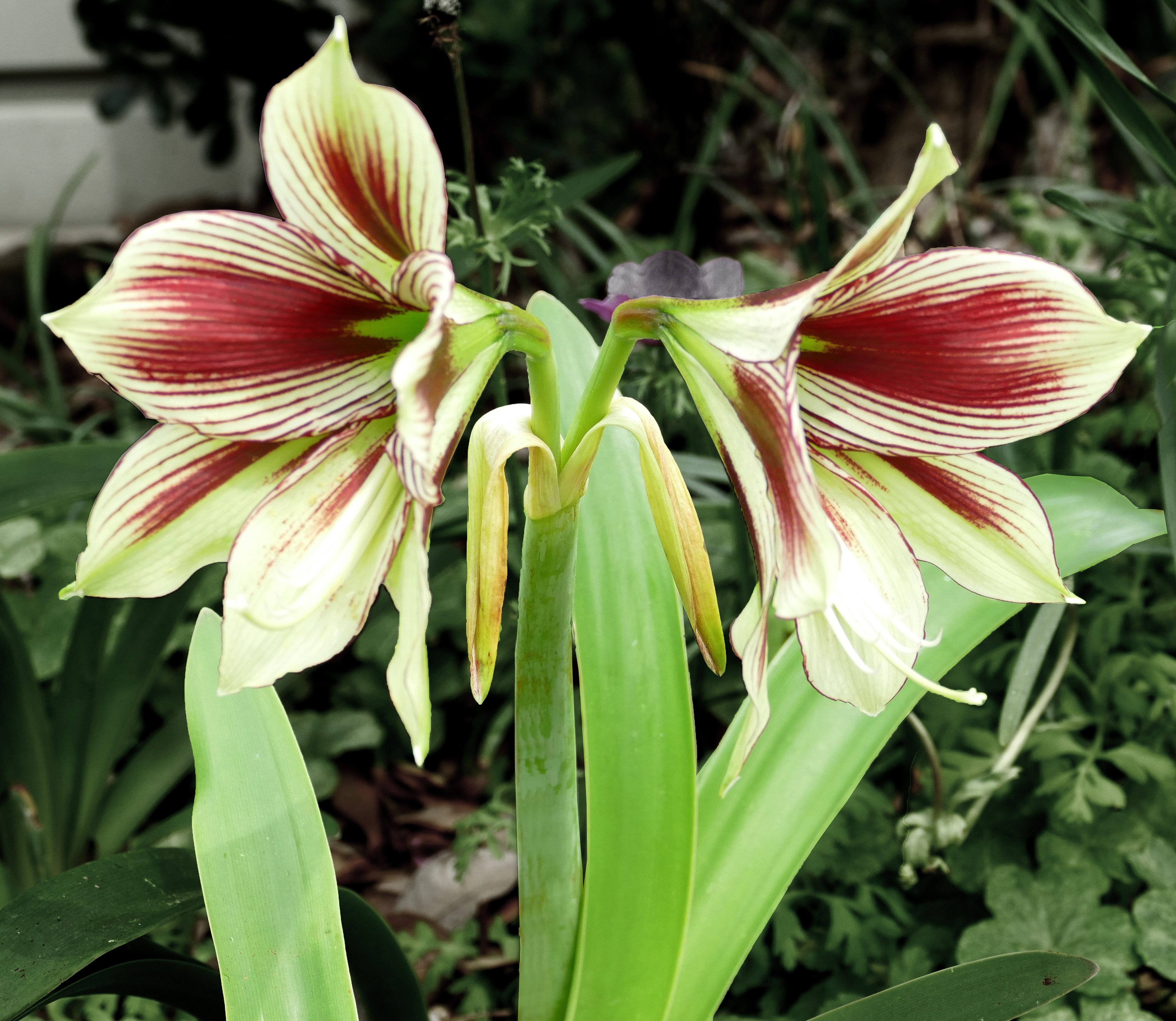
H papilio (Ravenna) van Scheepen

- Hippeastrum papilio  (Ravenna.) van Scheepen

[syn.  Amaryllis papilio Ravennabasionym]

## Избранная библиография
- Meerow, AW. Van Scheepen J & JHA Dutilh 1997. Transfers from Amaryllis to Hippeastrum (Amaryllidaceae). Taxon 46(1): 15-19.